# フラディケ・デ・メネゼス
フラディケ・バンデイラ・メロ・デ・メネゼス（ポルトガル語: Fradique Bandeira Melo de Menezes, 1942年3月21日 - ）は、サントメ・プリンシペ民主共和国の政治家。外務大臣（1986年 - 1987年）、大統領（2001年9月3日 - 2011年9月3日）などを歴任した。
サントメ島（当時ポルトガル領）生まれ。ポルトガルの高校を卒業後、ベルギーの首都ブリュッセルにある大学にて教育学と心理学を学ぶ。実業家として成功した後、サントメ・プリンシペの外相を務める。2001年7月の大統領選挙で独立民主行動から出馬し、現職候補を上回る55.2パーセントの票を獲得、同年9月3日から大統領を務める。なお、彼は出馬前にポルトガル市民権を放棄している。
2003年7月16日、ナイジェリアに滞在中フェルナンド・ペレイラ率いるクーデターで一時亡命状態に陥るも、国際的な交渉の成功により、7月23日に無血で復権した。
| 公職                                             | 公職                                                                                                  | 公職                                             |
| ------------------------------------------------ | --- | ------------------------------------------------ |
| 先代 ミゲル・トロボアダ                          | サントメ・プリンシペ民主共和国大統領 第3代：2001年9月3日 – 2003年7月16日 2003年7月23日 – 2011年9月3日 | 次代 フェルナンド・ペレイラ （救国軍事政権議長） |
| 先代 フェルナンド・ペレイラ （救国軍事政権議長） | サントメ・プリンシペ民主共和国大統領 第3代：2001年9月3日 – 2003年7月16日 2003年7月23日 – 2011年9月3日 | 次代 マヌエル・ピント・ダ・コスタ                |
| 先代 マヌエル・ピント・ダ・コスタ                | サントメ・プリンシペ民主共和国外務大臣 第5代：1986年 – 1987年                                         | 次代 ギリェルメ・ポッセル・ダ・コスタ            |